# Ritratto di Stéphane Mallarmé
Il ritratto di Stéphane Mallarmé (Stéphane Mallarmé) è un dipinto del pittore francese Pierre-Auguste Renoir, realizzato nel 1876 e conservato al Musée National des Châteaux di Versailles.

## Descrizione
Intorno al gruppo degli impressionisti gravitava un consistente numero di letterati illustri, e Stéphane Mallarmé era uno di questi (non è un caso se Victor Hugo lo definì «il mio caro amico impressionista»). Mallarmé, in particolare, era un grande amico di Édouard Manet, del quale apprezzava l'arte e lo status di «guida spirituale» dell'intero gruppo. Testimone di questo sodalizio critico è l'articolo che egli dedicò al gruppo sulla rivista londinese Art Monthly Review, ove spiegò come l'arte di Sisley, Monet, Pissarro e soprattutto Renoir facessero in realtà capo alla maniera del maestro:
Per ringraziare l'amico, e per sottolineare la loro comune linea di lotta, Renoir decise di omaggiare Mallarmé con questo ritratto.
Anche Manet, nel 1876, si era cimentato nella realizzazione di un ritratto di Mallarmé, restituendo un'immagine molto vitale del poeta, colto mentre sfoglia le pagine di un libro con un sigaro tra le dita.
L'opera di Renoir, al contrario, non ha sempre incontrato il favore della critica ed è considerata tra le meno riuscite della sua produzione ritrattistica: il volto del poeta appare rigido, privo di quel lavoro di scavo psicologico che nel ritratto di Manet aveva restituito una spontaneità più viva.